# Karl Lerbs
Karl Johann Friedrich Lerbs (* 22. April 1893 in Bremen; † 27. November 1946 in Hindelang bei Sonthofen) war ein deutscher Schriftsteller, Drehbuchautor und Übersetzer.

## Biografie
Karl Lerbs wurde 1893 als Sohn von Johann Friedrich Lerbs, einem vermögenden Bremer Lebensmittel-Großhändler, und dessen Ehefrau Hedwig Karoline Margarethe Grimm geboren. Mütterlicherseits war er mit den Brüdern Grimm verwandt.
Schon als Dreizehnjähriger schrieb er Gedichte, die sein Vater anonym veröffentlichen ließ. Er besuchte das Alte Gymnasium und war nach dem Abitur Volontär in einer Bremer Buchhandlung; von 1916 bis 1918 Redakteur bei der in Essen erscheinenden Zeitschrift Wochenschau. 1917 wurde er Freimaurer. Ab 1918 war er Rezensent für Bremer und Hamburger Zeitungen. In dieser Zeit stand Lerbs in Verbindung mit Gertrud Storm, die in Varel bei Oldenburg lebte, wo sie den Nachlass ihres Vaters Theodor Storm betreute und selbst schriftstellerisch tätig war.
Ein wichtiger Teil seines Werks sind seine literarischen Übersetzungen von Novellen, Romanen und Dramen bekannter Autoren aus verschiedenen Sprachen u. a. von Oscar Wilde, Emile Zola, D.H. Lawrence oder die Erstübersetzung von Sherwood Anderson ins Deutsche, darüber hinaus auch italienische und dänische Autoren. Zwischenzeitlich war Lerbs von 1933 bis 1936 auch als Dramaturg am Schauspielhaus in Bremen tätig. Für den Film schrieb er eine Reihe von Vorlagen, Drehbüchern und Neubearbeitungen von Dramentexten, u. a. von Oscar Wilde.
Mit den nationalsozialistischen politischen Verhältnissen arrangierte sich Lerbs schnell. „Ins Exil zu gehen, auch nur die ‚innere Emigration‘ in Erwägung zu ziehen, kam für ihn ganz offenbar nicht in Betracht. Und das, obgleich er in jungen Jahren durchaus Kontakte zu später missliebigen Künstlern gehabt hatte und seine 1921 unter dem Titel Chorus eroticus herausgegebene Sammlung neuer deutscher Liebesgedichte sogar die NS-Tugendwächter auf den Plan rief. Kritisch vermerkte der WESER-KURIER in seinem Nachruf, gerade seine Freunde hätten ‚mit Befremden feststellen müssen‘, dass Lerbs seine Satiren nach den Wünschen des Propagandaministeriums ausrichtete.“ Er war zudem Mitarbeiter bei der Nationalsozialistischen Parteikorrespondenz (NSK), dem Pressedienst der NSDAP. „Seine Frau spielte das später als ‚unwesentliche‘ Tätigkeit herunter, es habe sich nur um ‚unpolitische Anekdoten‘ gehandelt. Freilich veröffentlichte Lerbs auch mindestens dreimal im Völkischen Beobachter.“
„Lerbs wurde vor allem als Verfasser von Bremer Anekdoten und Schnurren bekannt, die treffend kurz bremische Art und die bremischen Bürger beschrieben, u. a. Der lachende Roland, Hinter Rolands Rücken. Seine gesammelten Schmunzelgeschichten in Der lachende Roland (1938) avancierten zum Bestseller und erlebten bereits zu Kriegszeiten mehrere Neuauflagen.“
Im Zweiten Weltkrieg zog er mit seiner Familie in den Kreis Sonthofen. Dort starb Karl Lerbs 1946 durch Suizid, weil sich aus seiner Sicht die Lebensumstände für ihn dramatisch verschlechtert hatten: Einzug von Flüchtlingen in sein Haus, die Beschlagnahme seines Autos, zweimalige Verhaftung –, er sah sich als Opfer einer Hetzkampagne und war zudem erschöpft und gesundheitlich angeschlagen.
Karl Lerbs war seit 1936 mit der 1914 in Berlin geborenen Schauspielerin und Schriftstellerin Renate Paula Julia Lerbs, geborene Lienau (eine Nachfahrin des Medizinhistorikers August Hirsch), verheiratet. Renate Lerbs gab einige Werke ihres Ehemanns, etwa Pointen, heraus. Das Ehepaar hatte zwei Kinder (Frank und Christiane). Karl Lerbs wurde auf dem Friedhof in Sonthofen beigesetzt.

## Ehrungen
In der Bremer Neustadt wurden sowohl die Karl-Lerbs-Straße als auch eine Schule nach ihm benannt.

## Werke

### Filmwerke
- 1922 Die Küsse der Ira Toscari – Drehbuch
- 1935 Lady Windermeres Fächer – Drehbuch
- 1935: Der höhere Befehl
- 1937: Die Kronzeugin – Drehbuch eines Kriminalfilms
- 1938 Der Mann, der nicht nein sagen kann – Drehbuch
- 1943 Ein Mann für meine Frau – Vorlage
- 1953 Jonny rettet Nebrador – Idee und Vorlage für einen mittelamerikanischen Abenteuerfilm

### Belletristische Werke (Auswahl)
- Der Griff aus dem Dunkel. Detektivgeschichten zeitgenössischer Erzähler. Anthologie in zwei Bänden. Josef Singer Verlag, Straßburg 1924
- Der blaue Leutnant. Kurzgeschichten und Anekdoten. Karl Schünemann Verlag, Bremen 1935 (Volltext auf Projekt Gutenberg-de: )
- Der lachende Roland. Anekdoten aus einer alten Stadt. 2 Bde. Gustav Kiepenheuer Verlag, Berlin 1938/1941
- Der Völkerspiegel. Länder und Leute in lauter Anekdoten. Gustav Kiepenheuer Verlag, Berlin 1940
- Die deutsche Anekdote, Teil: Bd. 1., Feldpostausg., Knaur Verlag, Berlin um 1944
- Die Drehscheibe. Anekdoten und Schnurren aus allen deutschen Gauen. Fesl-Verlag Dr. Wilhelm Spael, Essen 1940
- Der Griff ins All. Anekdoten und kurze Geschichten. Th. Knaur Nachf., Berlin 1943
- Manuel. Ein abenteuerlicher Roman. Droemer Verlag, Wiesentheidt 1946

### Auswahlbände
- Hinter Rolands Rücken. Die 88 besten Anekdoten und Zwinkerstückchen Karl Lerbs. Ausgewählt von Werner Wien. Schünemann, Bremen 1953.
- Die besten Bremischen Anekdoten. Mit einer Auskunft über Karl Lerbs von Jürgen Dierking. Schünemann, Bremen 1993.

### Übersetzungen (Auswahl)
- Sherwood Anderson: Der arme Weiße. Roman. Insel-Verlag, Leipzig 1925.
- James Branch Cabell: Jürgen. Eine Komödie um die Gerechtigkeit. Roman. Insel, Leipzig 1928.
- Duff Cooper: Talleyrand. Biographie. Insel, Leipzig 1935.
- Nordahl Grieg: Atlantikflug
- Guðmundur Kamban: Zeitlose Gewänder
- D. H. Lawrence: Der Zigeuner und die Jungfrau (Novellen)
- André Maurois: Ariel oder das Leben Shelleys (Biographie)
- Maurice Rostand: Der Mann, den sein Gewissen trieb. Schauspiel. München 1930 (Drei Masken Verlag).
- Robert Louis Stevenson: Die Schatzinsel (Roman)
- Oscar Wilde: Eine Frau ohne Bedeutung (Schauspiel)
- Oscar Wilde: Ein idealer Gatte (Komödie)
- Virginia Woolf: Orlando. Roman. Insel-Verlag, Leipzig 1929.
- Virginia Woolf: Die Fahrt zum Leuchtturm. Roman. Insel-Verlag, Leipzig 1931.

### Herausgeber (Auswahl)
- Chorus eroticus. Neue deutsche Liebesgedichte. (Lyrik-Anthologie) Reiner Wunderlich Verlag, Leipzig 1921.